# Raphaël Médina
Pour les articles homonymes, voir Médina (homonymie).
Rafael Jáimez Medina, dit Raphaël Médina (1906-1978), est un chanteur et un comédien français d'origine espagnole.

## Filmographie
- 1934 : Doce hombres y una mujer de Fernando Delgado
- 1935 : Arènes joyeuses de Karl Anton : Chico de Granada
- 1935 : La Bandera de Julien Duvivier
- 1935 : La Kermesse héroïque de Jacques Feyder
- 1935 : Poderoso caballero de Max Nosseck
- 1936 : La Belle Équipe de Julien Duvivier : Mario
- 1936 : L'Empreinte rouge de Maurice de Canonge : Pablo
- 1936 : Trois dans un moulin de Pierre Weill
- 1937 : Cinderella de Pierre Caron
- 1939 : Moulin-Rouge de André Hugon : le chanteur au bal
- 1940 : Trois Argentins à Montmartre de André Hugon : Roberto
- 1941 : Rosa de Africa de José López Rubio
- 1942 : Jésus de Nazareth de José Díaz Morales : saint Jean l'Évangéliste